# Watford

Dystrykt Watford na tle hrabstwa Hertfordshire

Watford – miasto i dystrykt niemetropolitalny w Anglii, w hrabstwie Hertfordshire, położone nad rzeką Colne, na północnym obrzeżu Londynu. W 2021 roku dystrykt liczył 131 325 mieszkańców.
Dzielnice:
- Callowland, Central, Holywell, Leggatts, Meriden, Nascot, Oxhey, Park, Stanborough, Tudor, Vicarage i Woodside[2].

## Gospodarka
W latach 1921–1987 w mieście działała fabryka samochodów ciężarowych marki Scammell. W mieście rozwinięty przemysł poligraficzny, chemiczny oraz piwowarski.

## Sport
Na terenie miasta Watford od 1881 r. funkcjonuje klub piłkarski Watford F.C.

## Miasta partnerskie
- Moguncja, Niemcy
- Nanterre, Francja
- Nowogród Wielki, Rosja
- Wilmington, Stany Zjednoczone
- Pesaro, Włochy